# Periplaneta
Periplaneta är ett släkte av kackerlackor som beskrevs av Hermann Burmeister 1838. Periplaneta ingår i familjen storkackerlackor.

## Dottertaxa tillPeriplaneta, i alfabetisk ordning[1][2]
- Periplaneta aboriginea
- Periplaneta affinis
- Periplaneta americana
- Periplaneta atemeleta
- Periplaneta atrata
- Periplaneta atricollis
- Periplaneta australasiae
- Periplaneta australis
- Periplaneta banksi
- Periplaneta basedowi
- Periplaneta benzoni
- Periplaneta bicolor
- Periplaneta blattoides
- Periplaneta brunnea
- Periplaneta capeneri
- Periplaneta caudata
- Periplaneta ceylonica
- Periplaneta constricta
- Periplaneta cylindrica
- Periplaneta diamesa
- Periplaneta ebneri
- Periplaneta elegans
- Periplaneta ferreirae
- Periplaneta fictor
- Periplaneta floweri
- Periplaneta formosana
- Periplaneta fuliginosa
- Periplaneta fulva
- Periplaneta indica
- Periplaneta japanna
- Periplaneta japonica
- Periplaneta lata
- Periplaneta lebedinskii
- Periplaneta liui
- Periplaneta malaica
- Periplaneta media
- Periplaneta methanoides
- Periplaneta nigra
- Periplaneta nitida
- Periplaneta panfilovi
- Periplaneta quadrinotata
- Periplaneta regina
- Periplaneta robusta
- Periplaneta savignyi
- Periplaneta semenovi
- Periplaneta spinosostylata
- Periplaneta stygia
- Periplaneta sublobata
- Periplaneta suzukii
- Periplaneta svenhedini
- Periplaneta valida
- Periplaneta vosseleri